# Dai Dai N'tab
Dai Dai N'tab (Ámsterdam, 17 de agosto de 1994) es un deportista neerlandés que compite en patinaje de velocidad sobre hielo.
Ganó dos medallas en el Campeonato Mundial de Patinaje de Velocidad sobre Hielo en Distancia Individual, oro en 2020 y bronce en 2021, y dos medallas en el Campeonato Europeo de Patinaje de Velocidad sobre Hielo en Distancia Individual, plata en 2020 y bronce en 2022.

## Palmarés internacional
| Campeonato Mundial en Distancia Individual | Campeonato Mundial en Distancia Individual | Campeonato Mundial en Distancia Individual | Campeonato Mundial en Distancia Individual |
| Año                                        | Lugar                                      | Medalla                                    | Prueba                                     |
| ------------------------------------------ | ------------------------------------------ | ------------------------------------------ | ------------------------------------------ |
| 2020                                       | Salt Lake City (Estados Unidos)            | Medalla de oro                             | Velocidad por equipos                      |
| 2021                                       | Heerenveen (Países Bajos)                  | Medalla de bronce                          | 500 m                                      |
| Campeonato Europeo en Distancia Individual |                                            |                                            |                                            |
| Año                                        | Lugar                                      | Medalla                                    | Prueba                                     |
| 2020                                       | Heerenveen (Países Bajos)                  | Medalla de plata                           | 500 m                                      |
| 2022                                       | Heerenveen (Países Bajos)                  | Medalla de bronce                          | 500 m                                      |